# Acacia brumalis
Acacia brumalis — вид квіткових рослин з родини бобових. Ареал: Австралія (пд.-зх. Західна Австралія).

## Екологія
Росте на різноманітних ґрунтах.

## Морфологічний опис
Це кущ або дерево з підроду Phyllodineae, зазвичай досягає висоти від 1 до 3 метрів. Цвіте з травня по вересень і дає жовті квітки.